# Censimento del Regno Unito del 1891

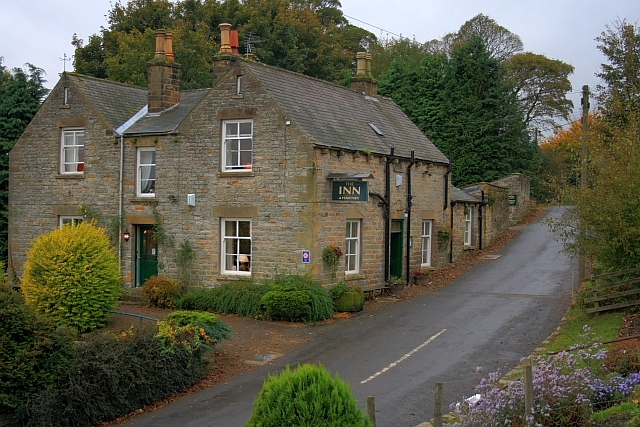
Nel censimento del 1891 furono menzionate tre locande: la Tennant's Arms, la Tancred Arms e la Black Horse. Ora ce n'è solo una con il nome The Inn at Hawnby

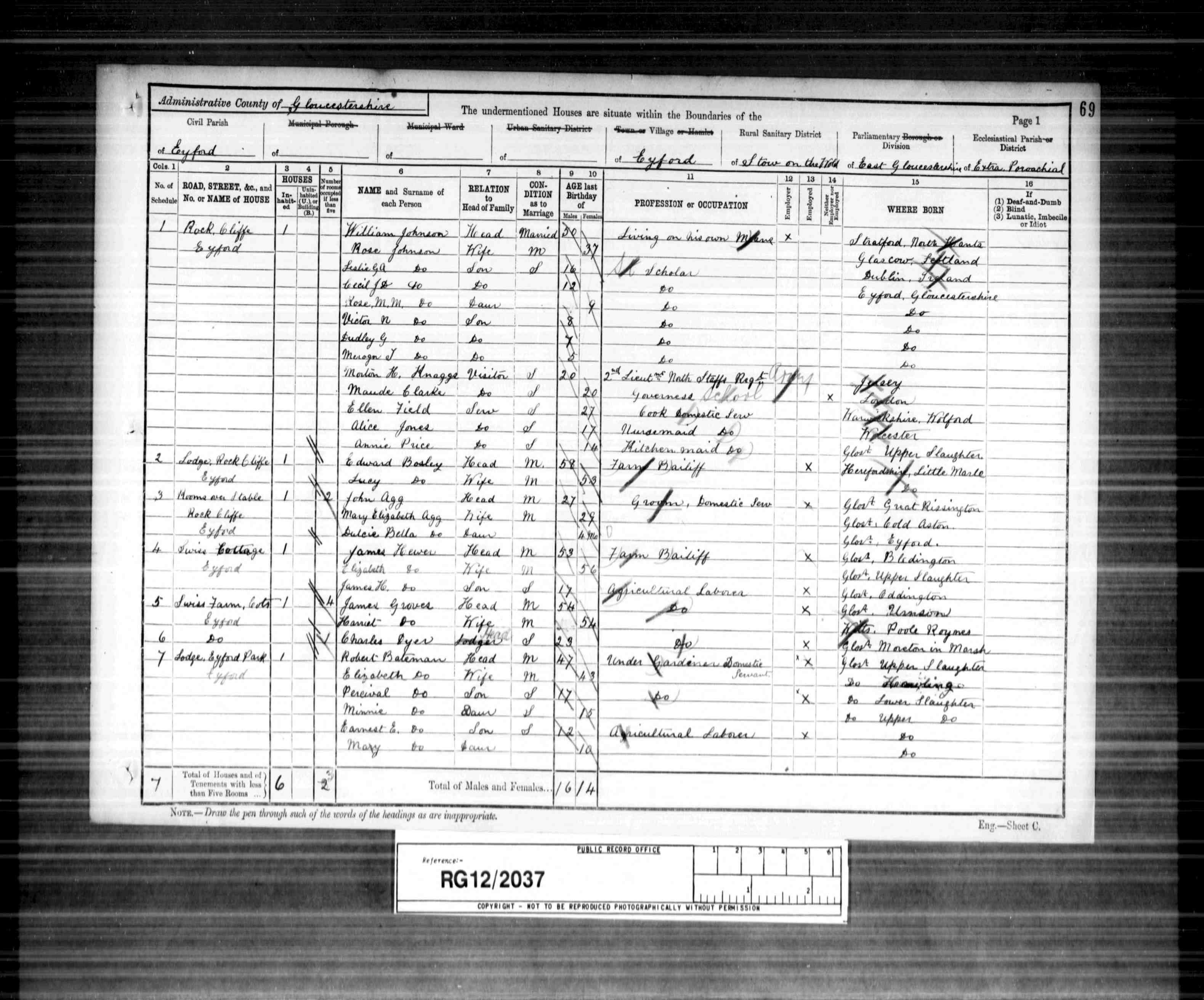
Esempio di censimento del 1891 in Inghilterra e Galles. Fonte: The National Archives, Londra

Il Censimento del Regno Unito del 1891 fu un censimento del Regno Unito di Gran Bretagna e Irlanda effettuato domenica 5 aprile 1891.

## Storia
Fu aggiunto un quesito per registrare il numero di stanze in una famiglia, in risposta alle preoccupazioni circa il sovraffollamento nelle città. Questo fu anche il primo censimento ad impiegare donne addette al censimento e il primo a chiedere nel Galles sulla capacità di parlare gallese.
La popolazione totale di Inghilterra, Galles e Scozia fu registrata in 33.015.701 individui.

## Censimenti
| Precedente | Censimento del Regno Unito | Successivo |
| ---------- | -------------------------- | ---------- |
| 1881       | 1891                       | 1901       |